# Пижишки окръг
Пижишки окръг (на полски: Powiat pyrzycki) е окръг в Западнопоморско войводство, Северозападна Полша. Заема площ от 726 км2. Административен център е град Пижице.

## География
Окръгът се намира в историческия регион Померания. Разположен е в югозападната част на войводството.

## Население
Населението на окръга възлиза на 40 772 души (2012 г.). Гъстотата е 55,1 души/km2.

## Административно деление
Административно окръгът е разделен на 6 общини.
Градско-селски общини:
- Община Липяни
- Община Пижице

Селски общини:
- Община Белице
- Община Кожелице
- Община Пшелевице
- Община Варнице

## Фотогалерия
- Липяни
- Пижице